# Stazione di Galliate
La stazione di Galliate è una stazione ferroviaria posta sulla linea Saronno-Novara, a servizio del comune di Galliate.

## Strutture ed impianti
Il fabbricato viaggiatori è un edificio costruito nel 1887. All'interno è presente una biglietteria Trenord.
Il piazzale è dotato di due binari. Era presente uno scalo merci.
La circolazione è gestita da un dirigente movimento locale.

## Movimento
La stazione è servita dai treni regionali a cadenza oraria, con rinforzi alla mezz'ora nelle ore di punta del mattino e della sera dei giorni lavorativi, svolti da Trenord nell'ambito del contratto di servizio stipulato con la Regione Lombardia.

## Servizi
- Biglietteria automatica
- Servizi igienici chiusi all'utenza

## Interscambi
A poca distanza dalla stazione sorgeva, fra il 1884 e il 1934, un analogo impianto a servizio della tranvia Novara-Vigevano-Ottobiano.